# Голямата разходка
„Голямата разходка“ (на френски: La Grande Vadrouille) е френско-британска кинокомедия от 1966 година на режисьора Жерар Ури по сценарий на Марсел Жулиан и Жерар Ури. Главните роли на Огюстен Буве и Станислас Льофор се изпълняват от актьорите Бурвил и Луи дьо Фюнес.

## Сюжет
Внимание:  Текстът по-долу разкрива сюжета на произведението (или части от него)!
През лятото на 1942 г., връщайки се от мисия, британски бомбардировач се отклонява от курса, изплува от облаците точно над Париж и е свален от немски противовъздушни оръдия. Екипажът е принуден да скочи с парашут от горящ самолет директно в центъра на града. Преди да скочат, пилотите се договарят помежду си, че ще се срещнат в турски бани, а известната американска мелодия „Tea for Two“ трябва да служи като звукова парола. Двама от британците са пленени, но трима пилоти успяват да се измъкнат от лапите на германците. Реджиналд Брук (пилот с големи мустаци) е спасен от служител на Парижката зоологическа градина, раненият Питър Кънингам се приземява точно в двора на парижкото Гестапо, но бояджията Огюстен Буве и младата парижанка Жулиет му помагат да избяга от нацистите, а Алън Макинтош, който каца на покрива на Парижката опера, е скрит от главния диригент Станислас Льофор.
Британските пилоти и французите, които им помагат, успяват да се срещнат в турските бани и решават, че единственото спасение за британците ще бъде незабавно да заминат за все още неокупираната част на Франция. По това време германският майор Ашбах открива, че Льофор помага на британците. Майорът иска да го арестува, но тъй като вечерта Льофор трябва да дирижира концерт за Ото Вебер, полковник от СС, Ашбах оставя диригента на свобода. Бойците от Френската съпротива са организирали атентат срещу Вебер по време на гала концерта, който е неуспешен, но помага на Льофор и приятелите му да избягат. Те обаче изпускат влака, който да отведе Жулиет и Питър Кънингам до Мьорсо (мястото, където може да се пресече демаркационната линия). Поради грешка на Кънингам (говори на английски), той е разкрит, арестуван и отведен в германския щаб.
В това време Брук, Льофор, Буве и Макинтош се придвижват до Мьорсо или пеша, или на автостоп, а във всичките им приключения са подпомогнати от обикновени французи и смели бойци на Съпротивата. По случайност, озовавайки се в немския щаб, където е държан плененият Кънингам, приятелите освобождават пилота и бягат към планерен клуб, където възнамеряват да използват планери, за да прелетят границата. Разгневеният майор Ашбах с група войници преследва смелчаците, но те успяват да излетят благополучно.

## В ролите
| Изпълнител     | Роля                                                                        |
| -------------- | --------------------------------------------------------------------------- |
| Бурвил         | Огюстен Буве – парижки бояджия                                              |
| Луи дьо Фюнес  | Станислас Льофор – експресивен главен диригент на Френската опера           |
| Тери-Томас     | сър Реджиналд Брук (Големите мустаци) – командир на британски бомбардировач |
| Клаудио Брук   | Питър Кънингам – навигатор на британски бомбардировач                       |
| Майк Маршал    | Алън Макинтош – стрелец-радист на британски бомбардировач                   |
| Мари Дюбоа     | Жулиета – млада парижанка, приятелката на Буве                              |
| Пиер Бертин    | дядото на Жулиета – собственик на уличен куклен театър                      |
| Колет Бросе    | мадам Жермен – съдържателка на гостилницата                                 |
| Андреа Паризи  | сестра Мари-Одил                                                            |
| Бено Щерценбах | майор Ашбах – германски офицер                                              |
| Мишел Модо     | германски кривоглед войник                                                  |
| Ханс Майер     | Ото Вебер – полковник от СС                                                 |

## Снимачен процес
- Снимките започват на 16 май 1966 г. и продължават повече от седемнадесет седмици. Бюджетът е 14 милиона нови франка, което го прави най-скъпият френски филм за времето.
- Филмът има международен успех, но е най-популярен в Съветския съюз, като през 1967 г. е гледан от 37,8 милиона зрители в кината.
- В началото на филма архивните кадри са смесени с кадри, заснети за филма. Затова отначало зрителите виждат английския бомбардировач Handley Page Halifax, на който летят героите на филма, но по-късно бомбардировачът се „превръща“ в Boeing B-1786.
- В сцената във вагон-ресторанта един от английските пилоти обядва срещу немски офицер, който обича френската поезия. Офицерът рецитира поемата „La Tapisserie de Notre-Dame“ от Шарл Пеги, публикувана за първи път през 1913 г.
- По време на снимките Бурвил и Луи дьо Фюнес, които преди това са участвали в няколко филма, казват на шега, че това ще бъде последният им филм заедно. Но шегата се оказа жестоката истина. През 1970 г. и двамата актьори трябва да участват в новия филм на Жерар Оури „Лудостта на величията“, но Бурвил умира от рак няколко седмици преди началото на снимките на 23 септември 1970 г. и той е заменен от Ив Монтан.
- Финалната сцена трябва да завърши със ски преследване, но тъй като времето е напълно неподходящо (топла есен), на финала героите отлитат на планери.
- Сцената, по време на която Луи дьо Фюнес е на раменете на Бурвил и върви с него, не е в първоначалния сценарий и е чиста импровизация на двамата велики комедианти. Според сценария Луи дьо Фюнес трябва да се изкачи по стената, след това да падне върху Бурвил и после да се срути на земята. Сцената е толкова забавна, че е използвана за официалния плакат на филма.
- В сцената с преследването „немският мотоциклетист“, който е ударен по главата от тиква и пада, е Реми Жулиен, режисьорът и създателят на всички каскади с автомобили и мотоциклети във филма.
- Някои от военните превозни средства, използвани от „нацистите“ във филма, изобщо не са немски. Например зенитната артилерийска батарея, която „свали“ британския бомбардировач в началото на филма, е американската зенитна установка M45 Quadmount, а двата танка, пристигащи в Мьорсо, където е държан плененият английски пилот, са американски полуверижни танкове M3.
- Луи дьо Фюнес, като Станислас Лефор, дирижира оркестър, който свири „Унгарски марш“ от музикалното произведение „Осъждането на Фауст“ на Хектор Берлиоз, с реални движения, каквито трябва да има един диригент. За целта дьо Фюнес репетира три месеца пред огледало в хола си и взема няколко урока от директора на Националния оркестър на Франция. В края на първата репетиция оркестърът се изправя и поздравява Лефор, като удря с лъкове по цигулките. Тези поздрави са напълно импровизирани от музикантите и силно развълнуват дьо Фюнес. Тъй като снимките на репетициите и изпълненията на оркестъра са заснети през август, никой от музикантите на сцената не е част от истинския оркестър на Парижката опера - всички „истински“ музиканти са на почивка. Затова за снимките трябвало да бъдат привлечени „неистински“ музиканти – учители по музика и музиканти от други оркестри.
- В сцената на турската баня е използван въглероден диоксид за повишаване на „парата във ваната“, което причинява припадък на един от статистите.